# Шинанський корабель
Шинанський корабель (кор. 신안 해저유물 매장해역) — китайський корабель XIV століття, який затонув біля Шинанських островів в сучасній провінції Південна Чолла у Південній Кореї приблизно в 1323 році та був виявлений у 1975 році. Ймовірно, він був частиною торгового флоту, що курсував між портом Нінбо династії Юань у Китаї та портом Хаката сьогунату Камакура в Японії.
Корабель та його вантаж було розкопано під час кількох морських археологічних експедицій з 1976 по 1984 рік. Його розкопки були описані як «перші підводні розкопки» в Південній Кореї, що призвели до «появи підводної корейської археології». Велика частина вантажу корабля переважно збереглася неушкодженою і через величезну кількість китайських скарбів, що знаходились на кораблі (понад 28 тонн китайських монет і понад 20 000 зразків китайської кераміки), на початку 1990-х років кораблетроща шинанського корабля була описана як ймовірно «найбагатша стародавня кораблетоща з усіх знайдених».

## Відкриття та розкопки

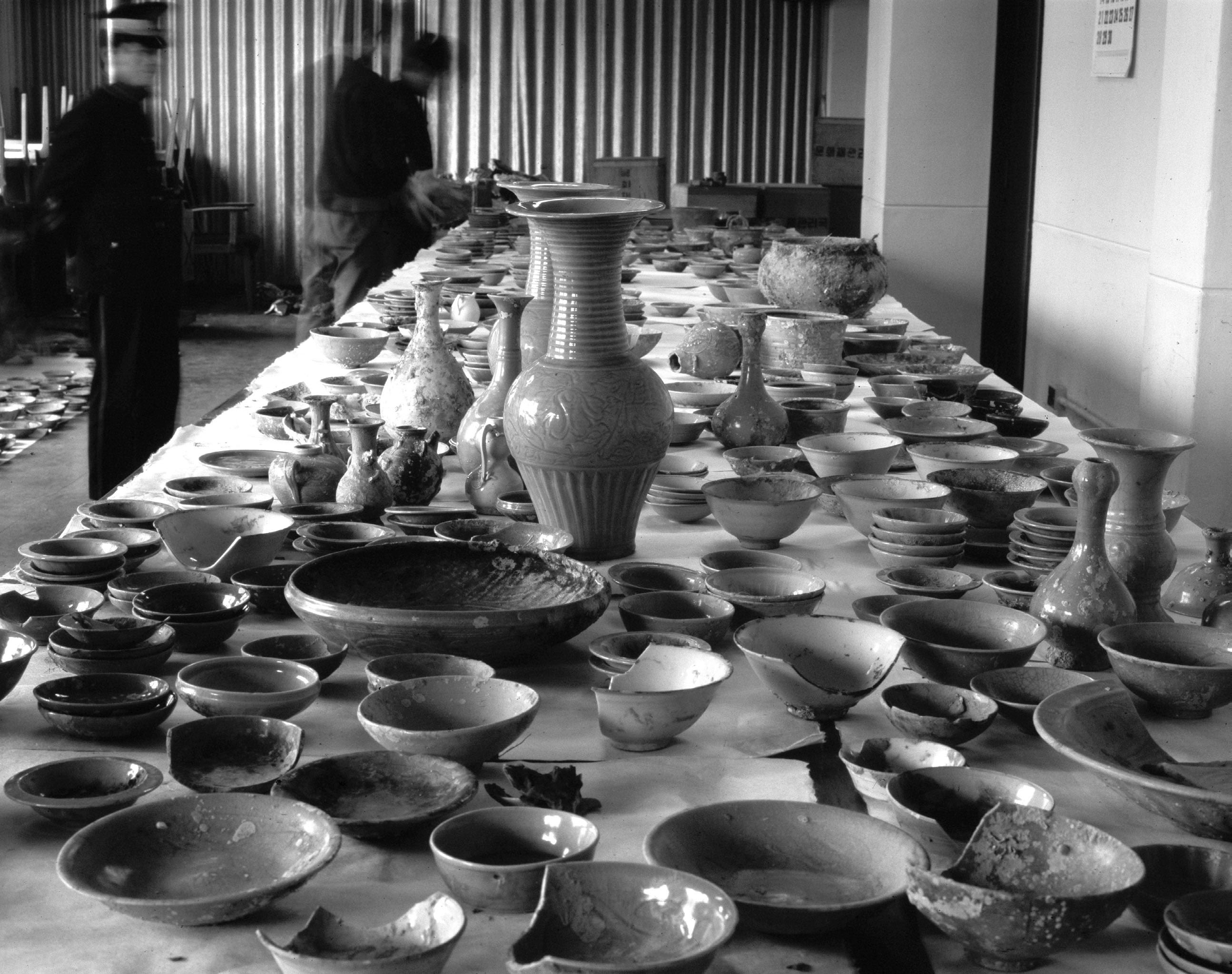
Артефакти, знайдені на кораблі

25 серпня 1975 року південнокорейський рибальський човен видобув кілька керамічних артефактів у своїх сітях поблизу Шинанські острови острів у корейському регіоні Шинан у Жовтому морі. Незабаром в цьому місці був виявлений затонулий корабель. Починаючи з літа 1976 року, корейські археологи за підтримки Міністерства культури Кореї та Військово-морського флоту Республіки Корея розпочали серію морських розкопок у цьому районі. Археологи швидко знайшли на глибині близько 20 метрів пошкоджений корозією дерев'яний корпус і більшу частину вантажу. Процес розкопок був ускладнений через низьку видимість і приливні течії в цьому районі (що призводило до того, що в окремі дні дайвери могли працювати лише 15 хвилин). Серія підводних експедицій по порятунку залишків корабля та його вантажа зайняла 9800 людино-днів і 3500 годин занурення і закінчилася майже через десять років, у 1984 році.
У 1981 році місце кораблетрощі Шинанського корабля було включено до списку історичних місць Південної Кореї (№ 274).

## Корабель

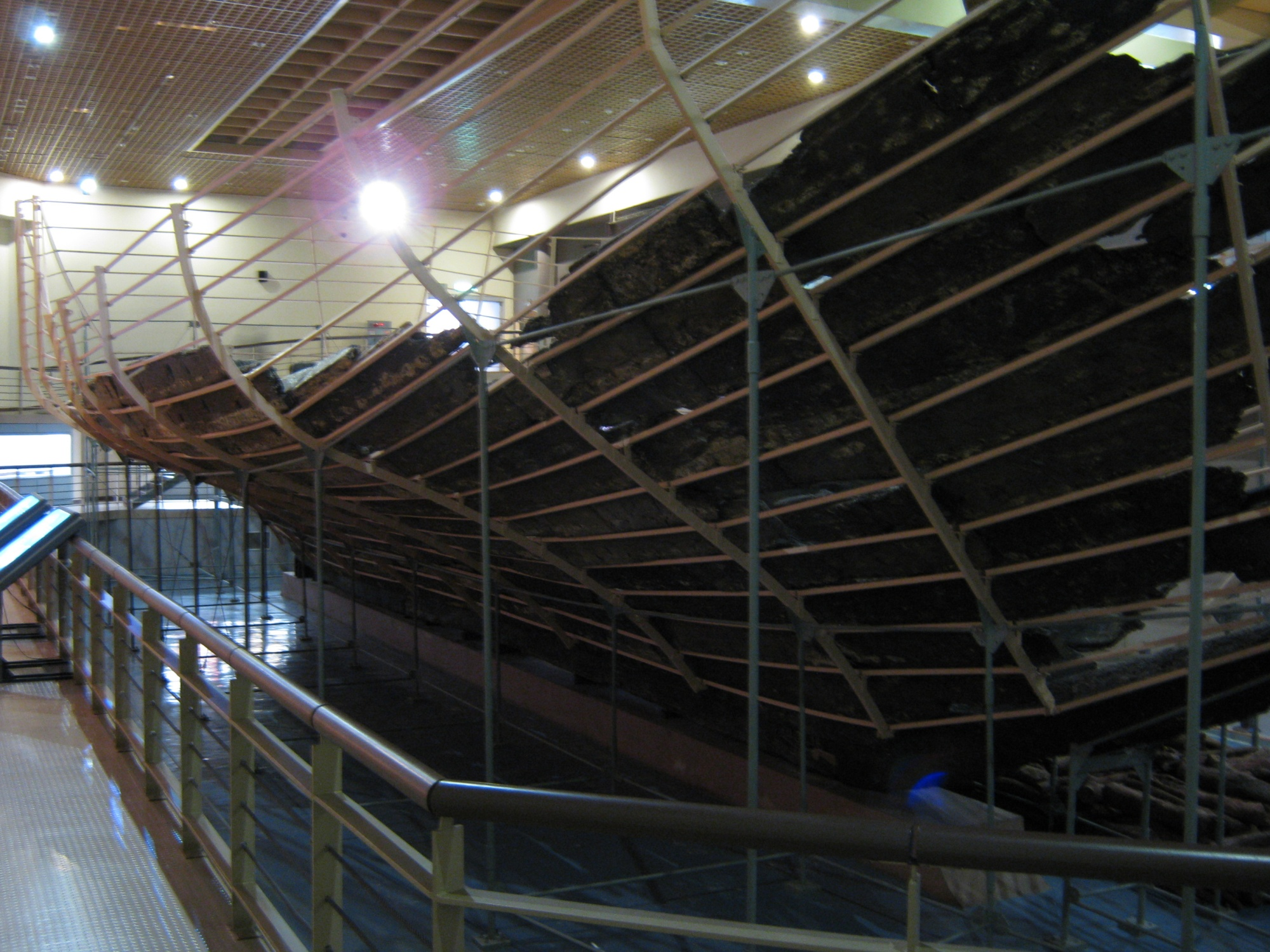
Врятовані залишки корабля в музейній експозиції

Судно було ідентифіковано як китайський корабель XIV століття періоду династії Юань. Ймовірно, корабель був частиною торгового флоту, що курсував між портом Нінбо династії Юань у Китаї та портом Хаката сьогунату Камакура в Японії. Судно мало 32 м завдовжки, близько 10 м завширшки в міделі і висоту бортів близько 3,5 м, його вантажопідйомність оцінюється в 200 тонн.

## Значимість

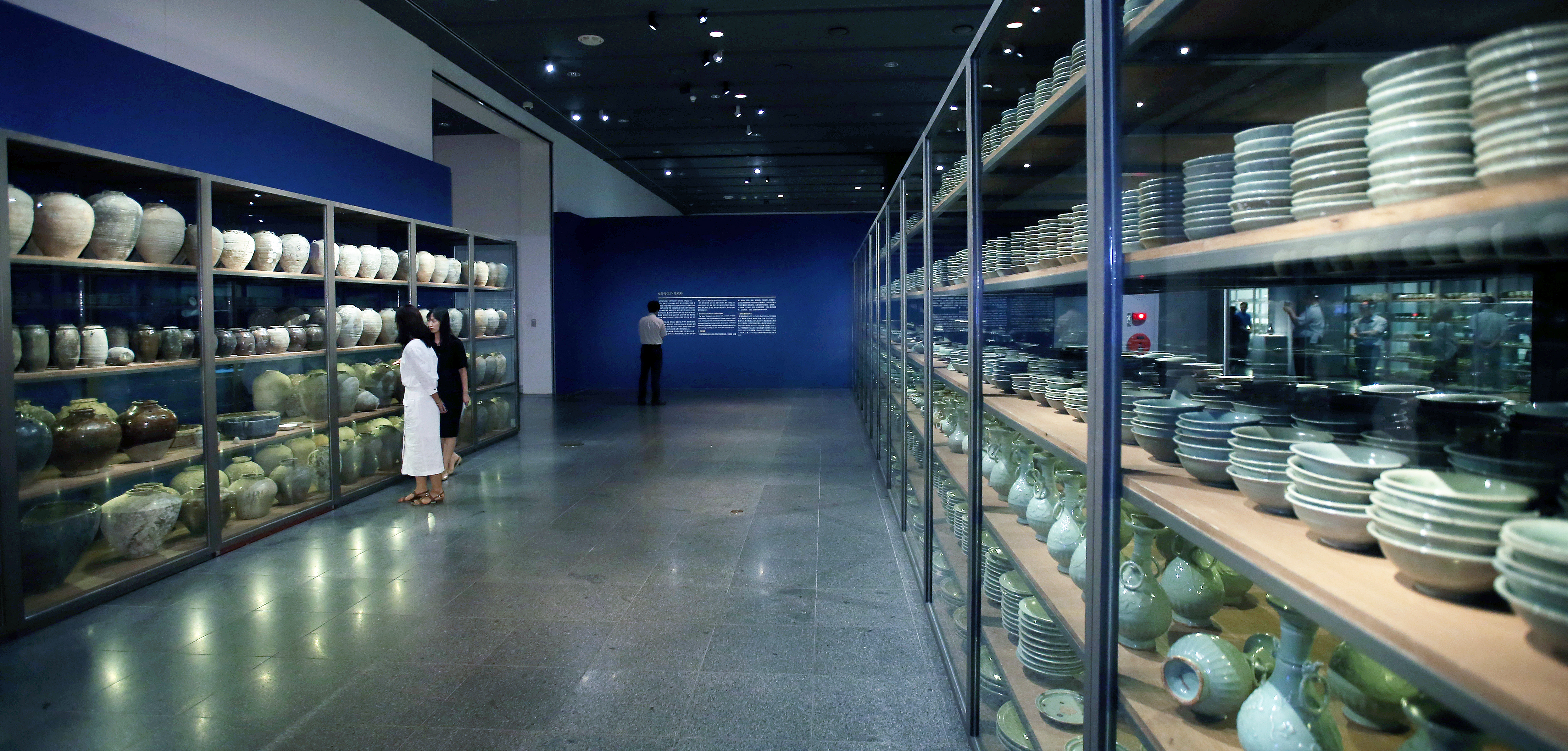
Китайська кераміка, знайдена на Шинанському кораблі

Розкопки були описані як «перші підводні розкопки» в Південній Кореї, що призвели до «народження підводної корейської археології». До кінця розкопок знайдені предмети, окрім частин самого корпусу корабля, включали «20 664 зразків керамічного посуду, 729 металевих предметів, 43 кам'яні предмети, 28 тонн китайських монет, 1017 шматків червоного сандалового дерева (кожен довжиною близько 1-2 м) і 1346 інших об'єктів (включаючи предмети повсякденної побуту екіпажу)», а розмір знайденого вантажу призвів до того, що на початку 1990-х років він був описаний як, можливо, «найбагатша стародавня кораблетроща з усіх знайдених».

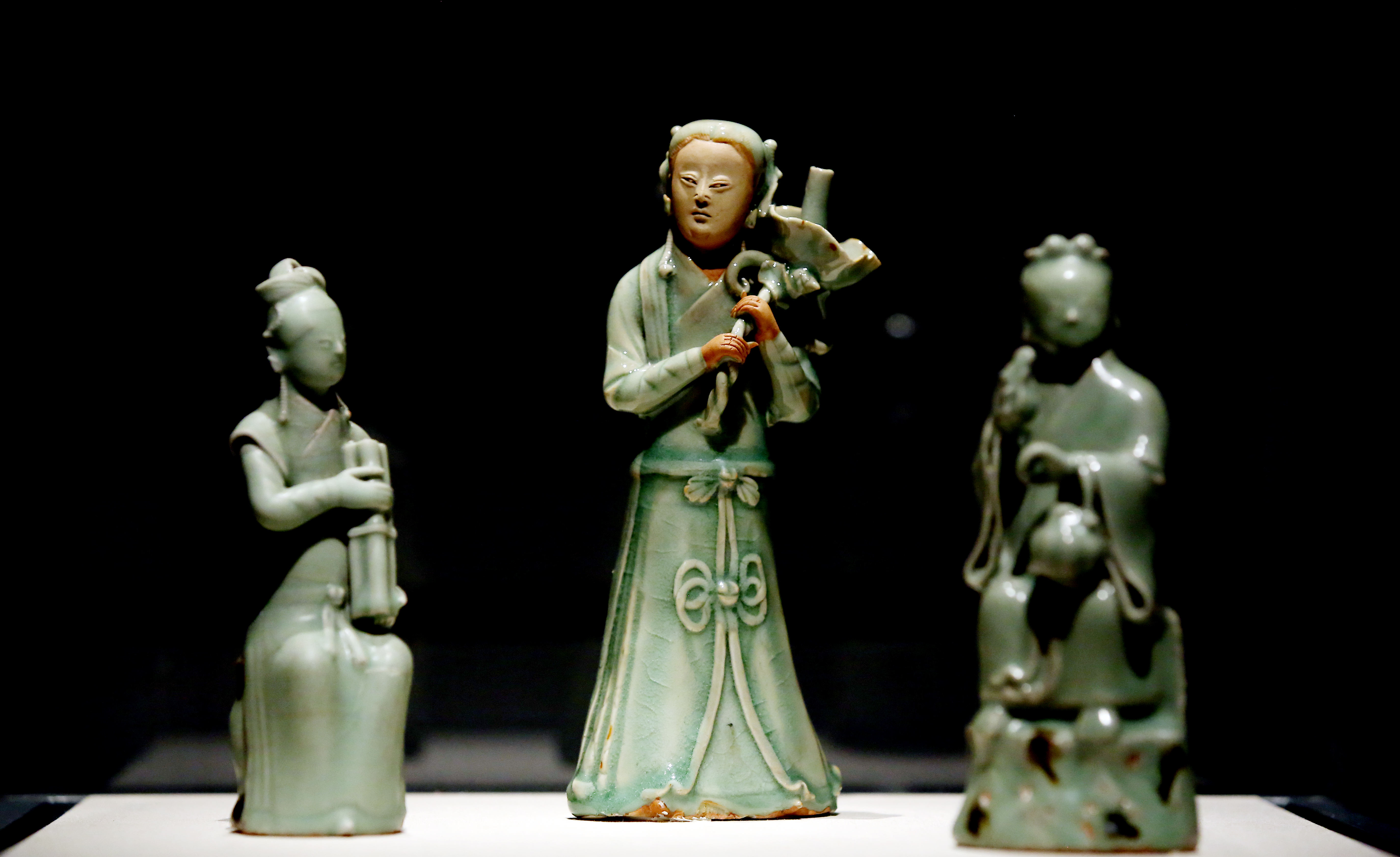
Керамічні фігурки, знайдені на Шинанському кораблі

Близько 1981 року реконструйований корабель і багато його артефактів були виставлені в Інституті збереження морських археологічних знахідок в Мокпхо. Згодом багато експонатів було розподілено між кількома регіональними музеями, хоча більшість зберігалася в запасниках. У 2016 році на честь 40-річчя розкопок Національний музей Кореї провів спеціальну виставку, присвячену аварії корабля. У 2010-х роках корабель і більшість пов'язаних з ним артефактів виставлені в Національному морському музеї у Мокпо.